# Gaal (gmina)
Gaal – gmina w Austrii, w kraju związkowym Styria, w powiecie Murtal. Liczy 1427 mieszkańców (1 stycznia 2015).